# 張汝京
張 汝京（ちょう じょけい、簡体字中国語: 张汝京、英語: Richard Chang、リチャード・チャン、1948年 - ）は、中華人民共和国および台湾の実業家である。中国初の半導体企業であるSMICを創業したことで、「中国半導体産業の父」と呼ばれる。

## 経歴
張汝京は中華民国南京市で誕生した。父親の勤める製鋼工場が中国国民党の兵器工場に編入され、その後国民党政府の一員として、1949年に国民党政府と一緒に台湾に撤退した。幼少期は工場で遊んでいたが学業成績は優れ、台湾トップの国立台湾大学機械工学系を1970年に卒業し、ニューヨーク州立大学バッファロー校で修士を、南メソジスト大学で博士を取得した。1977年にテキサス・インスツルメンツ（TI）に就職し、20年間技師として働いた。なお、TI時代にはTSMCの創業者となる張忠謀が上司だったことがある。
1997年に台湾に帰国し、世大積体電路を設立した。ファウンドリ発展期に乗って世大は成長を遂げ、台湾ではUMCとTSMCに続く、第3位のファウンドリ企業になった。しかし、業績は芳しくなく、2000年になると、TSMCにM&Aされた。合併後の張汝京はTSMCのいち工場長クラスにしか扱われず、退職した。
その後、数百人の部下を連れて上海市に渡り、上海市政府の資金で中芯国際集成電路製造有限公司（SMIC）を設立した。官が資本を負担し、初めから民が運営するという形式は異例であった。8インチウェハー工場を皮切りに発展させ、3年後のSMICは世界4位のファウンドリにまで成長した。経営を安定させるため外資取入れにも積極的で、2004年には香港証券取引所とニューヨーク証券取引所に上場させた。しかし、TSMCからの人材引き抜きが災いし、2003年からTSMCに断続的な訴訟を受け、その影響で2009年に訴訟終了とともに張汝京はCEOを辞任した。
2011年12月に広東省東莞市の天授電子科学技術有限会社傘下の広東海芯集積電路が設立され、張汝京は顧問として招聘された。しかし、2020年12月に工場建設は中止された。政府資金申請の詐欺被害を受けたと推測されている。
その後、山東省青島市で中国芯恩集成電路（SiEn Integrated Circuits）を設立。半導体企業だが、IDMでもファブレスでない、「Commune IDM（CIDM）」と名付けた新しい半導体製造形態を採用するのが特徴である。2021年1月、8インチと12インチウェハーの製造が開始された。

## 人物
中国初の半導体企業であるSMICを創業し、中国の半導体の基礎を構築したため、中国の「半導体の父」と呼ばれている。一方、台湾側からはTSMCの「叛将」（裏切り者、謀叛する者の大将）の一人と呼ばれている。
父親の影響で中国の教育に力を入れていた張汝京は、1995年、中国貴州省をはじめとして、雲南省・四川省・甘粛省などの地域に20の小学校を建てた。このような動きも張汝京と中国政府の接点となった。
SMICに訴訟を起こしたTSMCの創業者の張忠謀は、「張汝京は“工場建設の名人”であるが、“経営の名人”ではない。張汝京が採用した経営モデルは（TSMCの）人材のハンティングと（TSMCの）模倣スタイルであるため、失敗の要因になった」と批判した。実際、「敏腕半導体工場設立者」と言われる本人は、まじめで規律を重んじると同時に非常に寛大で、他人の過ちを許し、決して冷遇はしない。
モットーは、『身をもって模範者となる』。毎朝早朝にコンパクトカーを自身で運転し出社。休みの日はキリスト教会へ赴く。生活は質素で、出張の飛行機はエコノミークラスを利用し、宿泊費用節約の為にほとんどが日帰り。工場周辺の環境整備にも配慮し、上海では「SMIC公園」を形成し、緑化を促進した。